# Ferenc Csipes
Ferenc Csipes (n. 8 martie 1965, Budapesta, Republica Populară Ungară) este un caiacist ce a reprezentat Ungaria, medaliat olimpic. A participat la 3 ediții ale Jocurilor Olimpice (1988, 1992, 1996) în care a câștigat o medalie de aur, două medalii de argint și o medalie de bronz.